# Taoura
Taoura là một đô thị thuộc tỉnh Souk Ahras, Algérie. Dân số thời điểm năm 2002 là 17.337 người.